# Luis Ortiz y Estrada
Luis Ortiz y Estrada (Lérida, 23 de junio de 1889 - Barcelona, 15 de junio de 1975) fue un ingeniero, escritor y periodista español tradicionalista.	

## Biografía
Fue redactor del Diario de Lérida, pero abandonaría la redacción durante la década de 1920, cuando el diario dejó de estar adscrito al Partido Integrista. Más adelante fue colaborador de El Siglo Futuro, órgano oficial de dicho partido.
Durante la Segunda República dirigió en Vitoria los periódicos El Heraldo Alavés (1932) y el tradicionalista Pensamiento Alavés (1932-1934). En 1934 regresó a Lérida, donde fue director del semanario Terra Ferma. También fue redactor de La Constancia y de la revista Misión.
En la década de 1930 presidió la junta del Casino Tradicionalista de Lérida. Tras estallar la Guerra Civil Española, fue apresado y condenado a muerte. Sin embargo, fue liberado de prisión en enero de 1939, cuando las tropas franquistas entraron en Cataluña. Tras el destierro de Mauricio de Sivatte en 1939, Ortiz y Estrada fue jefe provisional de la Comunión Tradicionalista en Cataluña y participó en la reorganización clandestina del carlismo durante la postguerra.
El 1 de abril de 1941 Luis Ortiz y Estrada dirigió una carta al gobernador civil de Barcelona protestando contra las sanciones que había recibido por ostentar la Cruz de Borgoña y pronunciar el grito de «¡Viva el Rey!» y «¡Viva España!». El dirigente tradicionalista catalán decía no poder contestar a aquellas ofensas públicas a través de la prensa debido a la desaparición de El Siglo Futuro, afirmando que «en sentir de muchísimos, tan necesario sería que dejara oír su voz autorizada». En la misma carta también aseguraba que seguir la política de FET y de las JONS podría dar lo mismo a «quienes han ido bogando de uno en otro partido porque nunca han tenido ninguna convicción política» pero afirmaba que los carlistas «que arraigan su conducta precisamente en la firmeza de convicciones que da la profesión de la verdad política» no podían ser indiferentes a ese proyecto político. 
En esa misma línea, Ortiz y Estrada añadía:

Tienen, pues, los carlistas derecho indiscutible a no entrar en F.E.T. y de las J.O.N.S. No han necesitado este partido para servir fielmente a España durante un siglo; para lanzarse a la Cruzada con el poder, el valor y la abnegación de que V.E. y el mundo entero han sido testigos.

Y señalaba que «no hay poder humano capaz de hacerles ir contra los dictados de su conciencia y de hacerles faltar a la lealtad debida».
Posteriormente se enfrentó a los tradicionalistas juanistas (partidarios de la sucesión a la corona de Juan de Borbón y Battenberg), a los que acusaba de liberales, y en 1947 escribió la obra Alfonso XIII, artífice de la II República Española.
En la primera mitad de la década de 1960 pronunció conferencias en la Schola Cordis Iesu de Barcelona y escribió artículos en las revistas Misión y Cristiandad en defensa del Syllabus, la obra de Donoso Cortés, el «espíritu de cruzada» y especialmente la unidad católica de España, pero tras la conclusión del Concilio Vaticano II cesaría esta actividad.
Durante esos años, Javier de Borbón Parma le concedió la Cruz de la Orden de la Legitimidad Proscrita y en 1967 le propuso formar parte de su Consejo Real, cargo que sin embargo declinaría. A principios de ese mismo año había escrito el prólogo de un libro que debía desarrollar el ideario del tradicionalismo puesto al día, pero finalmente la nueva dirección de la Comunión, dominada por la camarilla de Carlos Hugo de Borbón-Parma, rechazó el proyecto, optando por lo que Manuel Fal Conde describiría como «el olvido del pasado ante el sonrosado porvenir». En 1969 Ortiz y Estrada escribió una larga carta a Carlos Hugo en la que, entre otras cosas, se quejaba de que no hubiese una posición más dura contra la decisión de Franco de nombrar como su sucesor a la jefatura del Estado a Juan Carlos de Borbón. En su archivo personal no figuran cartas posteriores a esta fecha.

## Obras
- Alfonso XIII, artífice de la II República Española (1947)
- La guerra "dels matiners" o campaña montemolinista

## Selección de artículos
- "El Matí" y las elecciones (1931) en El Siglo Futuro
- El estatuto es separatista (1932) en El Siglo Futuro
- Donde las dan las toman (1935) en El Siglo Futuro
- Frentes y frentes (1936) en El Siglo Futuro
- Opina un doctor (1936) en El Siglo Futuro
- No hay tal triunfo (1936) en El Siglo Futuro
- Atropello incalificable (1936) en El Siglo Futuro
- La colaboración con los comunistas (1945) en Cristiandad
- Donoso, Veuillot y el Syllabus de Pío IX (1950) en Reconquista
- Tentar a Dios (1958) en Centinela